# José Garnelo
José Santiago Garnelo y Alda (n. 25 iulie 1866, Enguera⁠(d), Comunitatea Valenciană, Spania – d. 28 octombrie 1944, Montilla, Andaluzia, Spania) a fost un pictor spaniol în stil naturalist. A pictat mai ales scene de gen, portrete și scene din istoria clasică.

## Biografie
Garnelo s-a născut în Enguera⁠(d). Tatăl său era medic și familia s-a stabilit în Montilla pe când José avea doar doi ani. În 1882, după ce a absolvit școala locală, a plecat la Sevilla pentru a studia filozofia și literatura, dar în curând a abandonat acele activități pentru a se înscrie la „Escuela de Bellas Artes de Santa Isabel de Hungría”, unde a studiat pictura până în 1885 cu Eduardo Cano⁠(d) și Manuel Ussel de Guimbarda.
Și-a continuat studiile la Real Academia de Bellas Artes de San Fernando din Madrid, unde printre instructorii săi au fost Casto Plasencia⁠(d) și Dióscoro Puebla⁠(d). A primit o medalie pentru opera sa în 1886. Doi ani mai târziu, a primit o bursă pentru a studia la Roma.
În 1892, a obținut premiul I la Expoziția Națională de Arte Plastice pentru portretul său clasic al Corneliei Africane⁠(d). În anul următor, el a câștigat o medalie la Expoziția Mondială din Columbia și a fost numit profesor la Escuela de Bellas Artes din Zaragoza.
În 1895, s-a mutat la Escuela de Bellas Artes din Barcelona, unde unul dintre elevii săi a fost Pablo Picasso. În 1900, a fost numit la o catedră la Real Academia și a devenit membru cu drepturi depline acolo în 1912. Trei ani mai târziu, a fost numit subdirector la Museo del Prado. În 1930, devine Director al „Școlii de Pictură, Sculptură și Gravură”. Pe lângă pânzele sale, a contribuit la restaurarea corului de la Bazilica San Francisco el Grande, Madrid și a tavanelor de la Casón del Buen Retiro⁠(d), precum și la crearea picturilor murale originale pentru Mănăstirea Salesas Reales. A lucrat și ca ilustrator; în special pentru o carte a tatălui său, El hombre ante la estética o tratado de antropología artística.
Numeroasele sale onoruri includ Ordinul lui Carlos al III-lea. De asemenea, a fost numit „Pictor al Coroanei” în 1902. Au avut loc mai multe retrospective, în special la Córdoba (1972, 1984, 1985, 1992 și 1997). A murit la Montilla, la vârsta de 78 de ani. Cele mai multe dintre lucrările sale sunt acum deținute de Museo Garnelo, care a fost deschis în 2000 în Montilla.

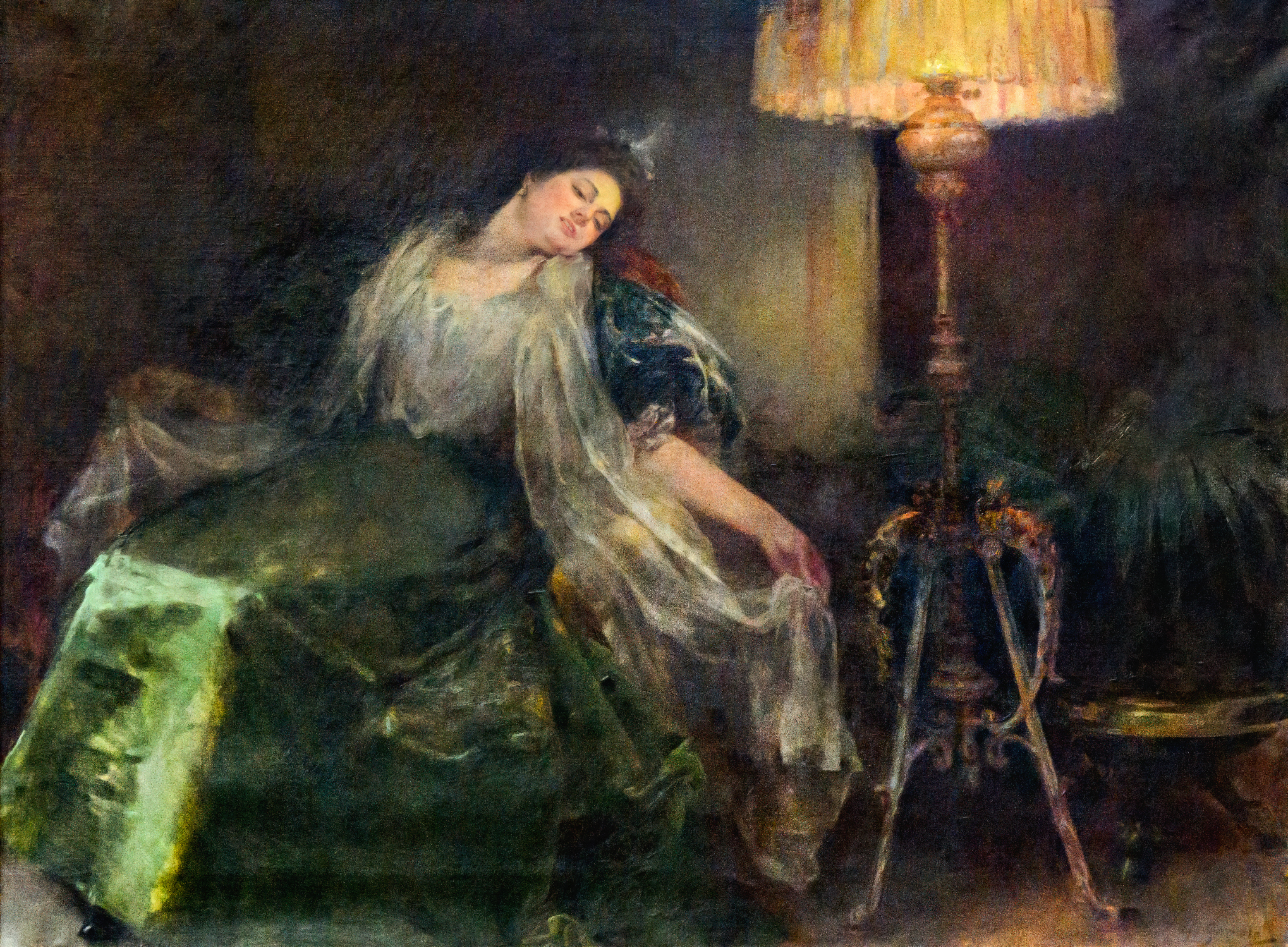
Dona adormida - Museu Nacional d'Art de Catalunya